# Christina Lugnet
Gunnel Christina Lugnet, född 26 september 1953 i Mattila i Nedertorneå-Haparanda församling, är en svensk tidigare ämbetsman. 

## Biografi
Christina Lugnet var 2009-12  generaldirektör och chef för Tillväxtverket, som inrättades 2009 och delvis ersatte den samtidigt avvecklade myndigheten NUTEK. Lugnet var 2004–09 kommunchef i Haparanda kommun, där hon även arbetat som näringslivschef, gymnasiechef och näringslivsutvecklare. 
Christina Lugnet fick lämna sin tjänst efter att det i juli 2012 framkom att hon i rollen som generaldirektör för Tillväxtverket godkänt omfattande summor intern utbildning och representation, samtidigt som man lagt ett internt sparkrav på 10 miljoner kronor. Lugnet ersattes tillfälligt av Birgitta Böhlin som generaldirektör från 23 augusti 2012 till 1 juni 2013 då Gunilla Nordlöf tillträdde befattningen.